# Justicia lineolata
Justicia lineolata là một loài thực vật có hoa trong họ Ô rô. Loài này được Ruiz & Pav. mô tả khoa học đầu tiên.